# Nerfindougou
Nerfindougou est une commune rurale située dans le département de Niankorodougou de la province de Léraba dans la région des Cascades au Burkina Faso.

## Économie
L'economie du village est essentiellement basée sur l'agriculture

## Éducation et santé
La commune accueille un centre de santé et de promotion sociale (CSPS).